# 2023년 12월 죽음
다음은 2023년 12월에 사망한 저명한 인물 목록이다.

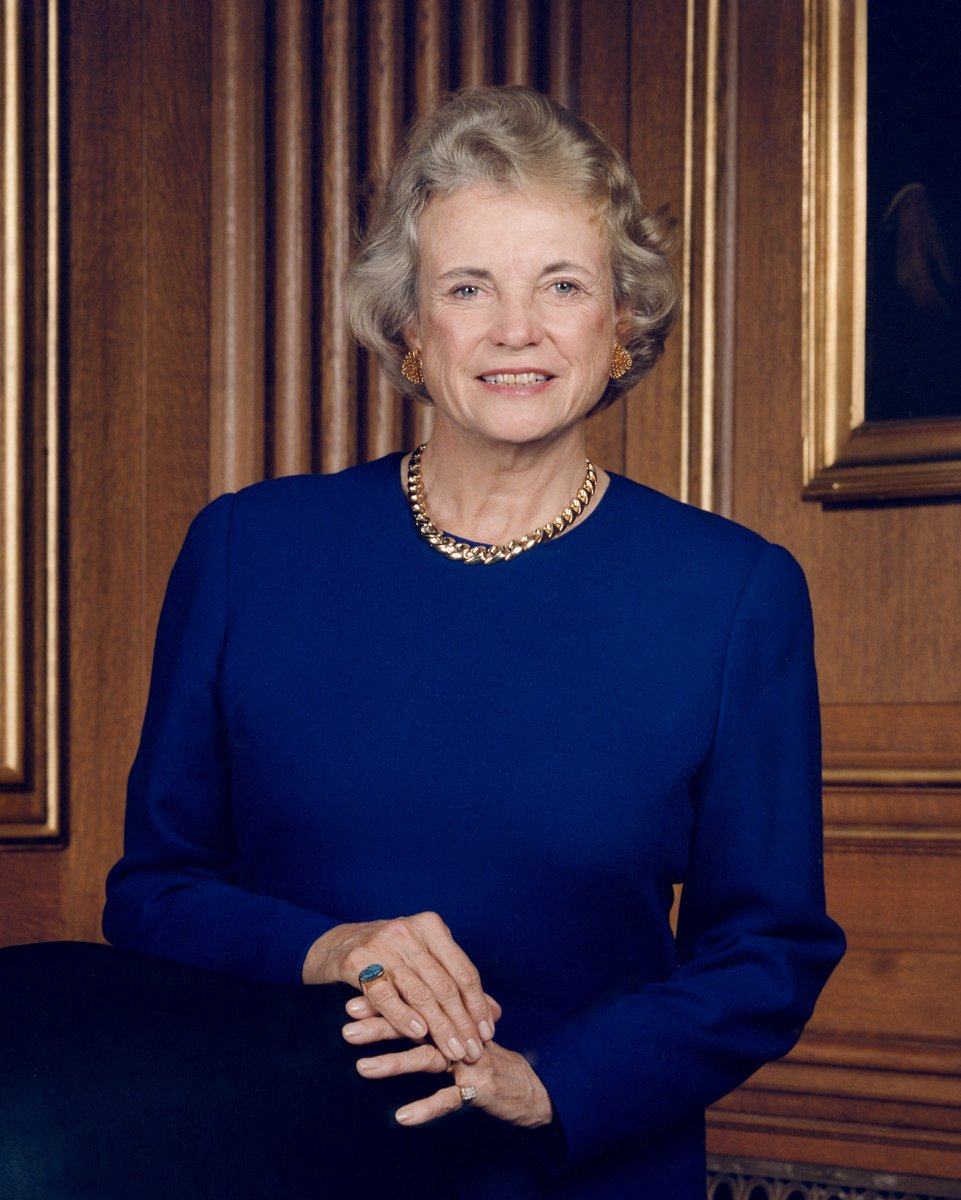
샌드라 데이 오코너

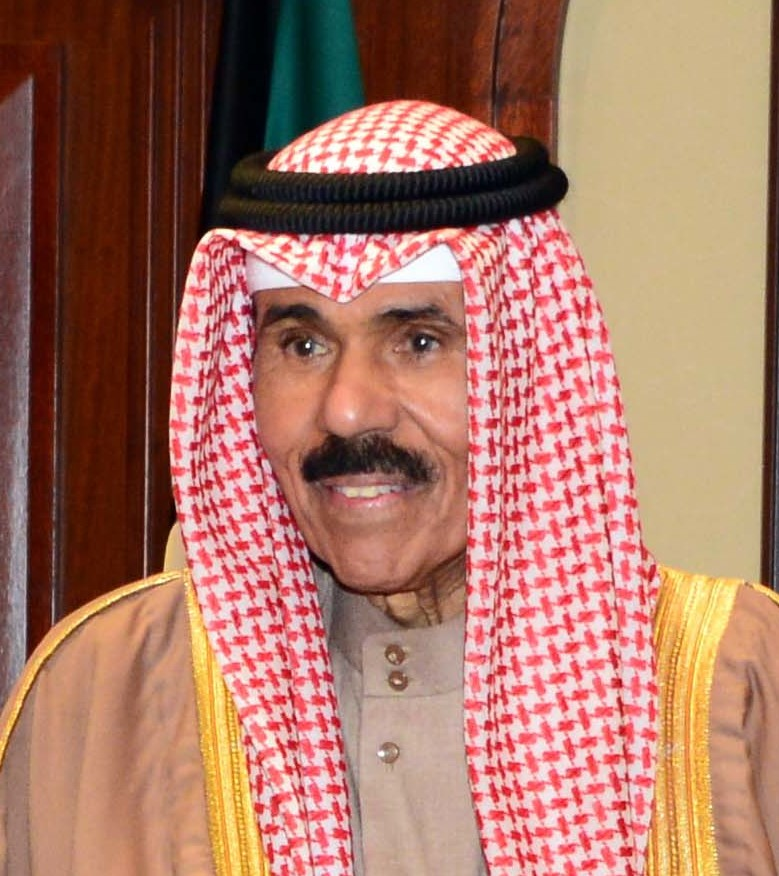
나와프 알아흐마드 알자베르 알사바

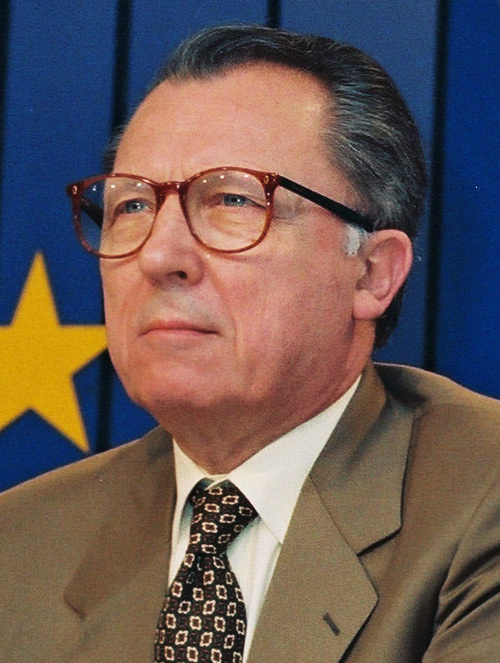
자크 들로르

- 12월 1일 - 미국의 법조인 샌드라 데이 오코너
- 12월 2일 - 스페인의 영화배우 콘차 벨라스코
- 12월 3일
  - 대한민국의 영화감독 김수용
  - 대한민국의 출판인 윤형두
- 12월 4일 - 대한민국의 영문학자 김종건
- 12월 5일
  - 영국의 싱어송라이터 데니 레인
  - 대한민국의 정치인 최용득
- 12월 6일
  - 미국의 영화배우 엘렌 홀리
  - 이탈리아의 영화배우 마리사 파반
- 12월 7일 - 대한민국의 교육인 이상주
- 12월 8일 - 미국의 영화배우 라이언 오닐
- 12월 10일 - 대한민국의 정치인 류승번
- 12월 11일
  - 미국의 영화배우 앤드리 브라우어
  - 홍콩의 영화배우 저우하이메이
  - 미국의 영화배우 캄덴 토이
- 12월 12일
  - 그리스의 축구감독 코스타스 네스토리디스
  - 뉴질랜드의 사학자 존 그레빌 에이가드 포칵
- 12월 13일 - 이탈리아의 축구선수 안토니오 율리아노
- 12월 14일 - 대한민국의 정치인 나병선
- 12월 15일 - 프랑스의 영화배우 기 마르샹
- 12월 16일
  - 이탈리아의 정치철학자 안토니오 네그리
  - 오스트레일리아의 음악가 콜린 버지스
  - 일본의 영화배우 사츠마 켄파치로
  - 쿠웨이트의 제16대 국왕 나와프 알아흐마드 알자베르 알사바
- 12월 17일
  - 미국의 미식축구 선수 로버트 월
  - 미국의 영화배우 제임스 매캐프리
  - 조지아의 영화감독 오타르 이오셀리아니
- 12월 18일 - 일본의 대학교수 서경식
- 12월 19일 - 폴란드의 권투선수 야누시 고르타트
- 12월 20일 - 캐나다의 사상사학자 제임스 K. 맥코니카
- 12월 21일 - 미국의 경제학자 로버트 솔로우
- 12월 22일 - 인도의 영화배우 사지드 칸
- 12월 24일 - 미국의 영화배우 카마 드 로스 리예스
- 12월 26일
  - 독일의 정치인 볼프강 쇼이블레
  - 대한민국의 정치인 안의종
- 12월 27일
  - 프랑스의 축구인 프랑수아 브라시
  - 프랑스의 정치인 자크 들로르
  - 대한민국의 배우 이선균
- 12월 29일
  - 미국의 영화배우 모리스 하인즈
  - 뉴질랜드의 제17대 총독 마이클 하디 보이스
- 12월 30일
  - 일본의 엔카 가수 야시로 아키
  - 잉글랜드의 영화배우 톰 윌킨슨
- 12월 31일
  - 멕시코의 영화배우 아나 오펠리아 무르기아
  - 미국의 영화배우 셔키 그린
  - 대한민국의 목사 이재록